# فراولة
الفراولة (عن اليونانية) أو الفريز (عن الفرنسية) أو توت الأرض أو الشيلك (الاسم العلمي: Fragaria x ananassa) هي نوع نباتي يتبع جنس الشليك من الفصيلة الوردية.

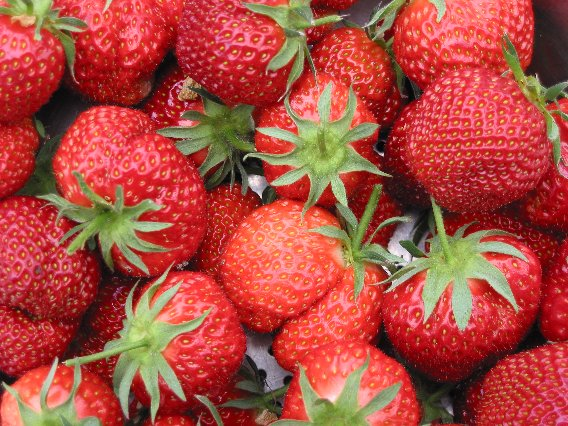
الفراولة، الفريز، توت الأرض

ويدعى بفاكهة الرشاقة، وتطلق التسمية على الثمرة أيضاً. وهي من محاصيل الفاكهة غير التقليدية، ويمكن القول بأنها من المحاصيل البستانية ذات العائد الكبير ويمكن تصديرها مجمدة أو مصنعة أو طازجة.

## الوصف النباتي
الفراولة شجيرة معمرة تنتشر عن طريق نمو ساق أفقية تسمى رئداً[بحاجة لمصدر] (انظر مقالة الشتلة).

## ألوان الفراولة
الفراولة من الثمار التي تتلون عدة مرات أثناء نضجها. عند بداية العقد تكون الثمار خضراء اللون ثم تتحول إلى اللون الأبيض ثم تتلون جزئياً باللون الوردي ثم باللون الأحمر وتزداد مساحة الجزء الملون تدريجياً ويبدأ التلون من الطرف القمي للثمرة إلى الطرف القاعدي ويصاحب ذلك زيادة في حجم الثمار وزيادة في نسبة الرطوبة ونقص الصلابة مع زيادة نسبة المواد السكرية التي تشكل 70-80 % من المواد الصلبة الذائبة.

## القيمة الغذائية
الفراولة فاكهة غنية بمادة الاسكوربيك(60 ملجم لكل 100 جم) وعنصر البوتاسيوم (158 ملجم لكل 100 جم) كما أنها غنية بالنياسين وتحتوي على كميات متوسطة من الحديد (1 ملجم لكل 100 جم) والريبوفلافين كما تحتوي على قدر كبير من الكربوهيدرات (8 جم لكل 100 جم).
معظم السكريات الموجودة بها في صورة سكر فركتوز لذلك فهي مناسبة لأكلها طازجة لمن يعانون من مرض السكري ومناسبة لنمو وصحة الأطفال والكبار على حد سواء لاحتوائها على نسبة من الأحماض الأمينية وخصوصاً عند تقديمها مخلوطة في كوب من الحليب مع إضافة عسل النحل الأبيض.
بالإضافة الى احتواء الفراولة على المواد الغذائية التالية:
- تعتبر الفراولة مصدر غني بالألياف التي تساعد على أداء وظائف الجهاز الهضمي و حركة الأمعاء كما أنها تتساعد الشخص على الشعور بالشبع لفترة أطول وبالتالي تقلل من خطر الإصابة بالسمنة وأمراض القلب و السكري.[5]
- تعتبر الفراولة مصدر غني بالمعادن مثل المنغنيز الذي يعتبر عاملا مهما في استقلاب الأحماض الأمينية و الكوليسترول و الغلوكوز[6]، والبوتاسيوم وهو أحد العناصر المهمة التي تحتاجها جميع أنسجة الجسم، والفولات التي لها دور مهم في تكوين خلايا الدم الحمراء.[7]

وبحسب تقارير وزارة الزراعة الأمريكية (USDA) أن كوبا واحدا من الفراولة الطازجة، أو 166 جرام، يحتوي على العناصر الغذائية التالية:
- السعرات الحرارية: 53 سعرة حرارية
- البروتين: 1.11جم
- الكربوهيدرات: 12.7 جم
- الألياف الغذائية: 3.3 جم
- الكالسيوم: 27 ملجم
- الحديد: 0.68ملجم
- مغنيسيوم: 22ملجم
- الفوسفور: 40 ملجم
- البوتاسيوم: 254 ملجم
- فيتامين ج: 97.6 ملجم
- حمض الفوليك: 40 ميكروغرام
- فيتامين أ: 20 وحدة دولية

## زراعة الفراولة في الحقول المفتوحة

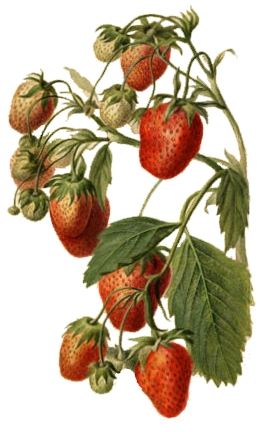
شجيرة الفراولة

يعتمد نجاح زراعة الفراولة على الصنف وموعد الزراعة ونوع التربة ومياه الري ونظام الزراعة سواء بشتلات طازجة أو مبردة ومكافحة الآفات الحشرية والعناية بعمليات خدمة المحصول منذ بداية الزراعة وحتى الحصاد.
زراعة الفراولة تنجح في جميع أنواع الأراضي بشرط أن تكون جيدة الصرف وخالية من الحشائش والأملاح وأن تكون تربة متعادلة تقريباً من (6,5 - PH 7,5)
وتعتبر الأراضي الرملية أو الصفراء أفضل الأراضي لهذا المحصول.

## إنتاج الفراولة
| الدول            | 2006      | 2007      | 2008      | 2009      | 2010      |
| ---------------- | --------- | --------- | --------- | --------- | --------- |
| الولايات المتحدة | 1,090,440 | 1,109,220 | 1,148,530 | 1,270,620 | 1,292,780 |
| تركيا            | 211,127   | 250,316   | 261,078   | 291,996   | 299,940   |
| إسبانيا          | 330,485   | 269,139   | 281,240   | 263,700   | 275,300   |
| مصر              | 128,349   | 174,414   | 200,254   | 242,776   | 238,432   |
| كوريا الجنوبية   | 205,307   | 203,227   | 192,296   | 203,772   | 231,803   |
| المكسيك          | 191,843   | 176,396   | 207,485   | 233,041   | 226,657   |
| اليابان          | 190,700   | 191,400   | 190,700   | 184,700   | 177,500   |
| بولندا           | 193,666   | 174,578   | 200,723   | 198,907   | 176,748   |
| ألمانيا          | 173,230   | 158,658   | 150,854   | 158,563   | 166,911   |
| روسيا            | 227,000   | 230,400   | 180,000   | 185,000   | 165,000   |
| إيطاليا          | 143,315   | 160,558   | 155,583   | 163,044   | 153,875   |
| المغرب           | 112,000   | 120,000   | 130,000   | 355,020   | 140,600   |
| الإجمالي العالمي | 3,973,243 | 4,001,721 | 4,136,802 | 4,596,614 | 4,366,889 |

### الزراعة بالشتلات المبردة
تتم الزراعة بالشتلات المبردة في الأسبوع الأخير من شهر آب/أغسطس وخلال شهر أيلول/سبتمبر وتستمر من 8-9 أشهر بالأرض المستديمة منها شهرين أو ثلاثة لجمع المحصول وهذه الشتلات قد سبق قلعها من المشتل في شهر كانون الثاني/يناير ثم تخزينها على درجات حرارة منخفضة من 1-2.
و تعطي هذه الطريقة محصولاً وفيراً إلا أنها تؤدي إلى تأخر الإنتاج.

### الزراعة بالشتلات الطازجة
تبدأ في الأسبوع الأخير من شهر أيلول/سبتمبر وطوال شهر تشرين الأول/أكتوبر ويمكن أن تستمر حتى منتصف شهر تشرين الثاني/نوفمبر حيث تُقْلَع من المشتل وتُزرع مباشرة وإذا تعذرت الزراعة مباشرة فيمكن حفظها لمدة أسبوعين على درجة حرارة 2 درجة مئوية، بل قد تزيد هذه المعاملة من النمو الخضري والمحصول وتعطي هذه الطريقة الإنتاج في شهري كانون الأول/ديسمبر وكانون الثاني/يناير والذي قد يستمر حتى آذار/مارس ونيسان/أبريل وغالباً تُزْرَع هذه الشتلات تحت الأنفاق البلاستيكية حيث أنها عادة ما تزرع لغرض التصدير.
ومن مميزات هذه الطريقة أنها تعطي ثماراً بعد فترة قصيرة تبلغ شهرين ونصف من الزراعة أي في أواخر شهر تشرين الثاني/نوفمبر وتستمر حتى شهر نيسان/أبريل إلا أن محصولها يعتبر قليلاً ويعادل حوالي نصف محصول الزراعة بالشتلات المبردة، هذا بجانب أنه لا تتم إزالة الأزهار التي تتكون على النباتات كما في الطريقة الأولى.
ولا ينصح بتعقير النباتات كما يتبع بعض المزارعين حيث أن التعقير يؤدي إلى تدهور مواصفات الصنف وهناك محاولات لتغطية الشتلات المبردة من أجل الحصول على إنتاج مبكر ولكن لم يتأكد نجاحها أو تعميمها على جميع الأصناف حتى الآن.

## مكافحة الآفات
للوقاية من أعفان الثمار يفضل تغطية المصاطب منها بالبلاستيك حتى لا تلامس الثمار سطح التربة وتشتل الفراولة يدوياً في وجود المياه ويجب مراعاة فرد المجموع الجذري للشتلة ودفنه بالكامل بحيث لا يظهر فوق سطح التربة إلا البرعم القمي فقط، حيث أن عدم دفنه يؤدي إلى تعفن النباتات وانخفاض نسبة نجاح الشتل.
وينصح بغمر الشتلات قبل الزراعة في محصول مطهر مخلوط التوبسن والرايزولكس لمدة ثلث ساعة بمعدل 1,5 جم +1 جم لكل لتر ماء على التوالي للوقاية من أعفان الجذور والذبول.
وينصح أيضاً بعدم تعريض الشتلات للشمس أثناء الزراعة.
كما ينصح عند زراعة الفراولة بغرض التصدير أن تزرع في أرض إما بكر أو معقمة، هذا ويعتبر نبات الفراولة من المحاصيل شديدة التأثر بالتوازن الغذائي ويحتاج لكميات عالية من العناصر الغذائية لذا يوصى باتّباع برنامج التسميد الموصى به.

## جمع المحصول
أما بالنسبة لجمع المحصول فيتم يومياً وفي الصباح الباكر ويوقف بمجرد ارتفاع الحرارة على أن تجمع الفراولة على درجات مختلفة من النضج حسب مكان التسويق كما يراعى أن تجمع بالكأس في جميع الحالات إلا إذا كانت تجمع لغرض التصنيع فتجمع بدون الكأس وفي الحالتين يجب استبعاد الثمار التالفة والزائدة في النضج حتى يمكن تجنب الإصابة بأعفان الثمار وتلف العبوات.

## أصول التعبئة
تعبأ ثمار الفراولة المخصصة للتصدير في صناديق من الكرتون يحتوي كل منها على عدد 12 علبة بلاستيك تتسع لحوالي 250 جم من الثمار. أما الثمار المخصصة للتسويق المحلي فتعبأ في صناديق من الكرتون أو الخشب أو أقفاص الجريد التقليدية أو أطباق الفوم وتغطى برقائق البلاستيك الشفاف المثقوب ويراعى وضع الثمار المجموعة في العبوات في مكان مظلل وينصح عند تخزين الثمار أن تخزن على درجة الصفر المئوي أثناء النقل والتسويق.

## معرض الصور

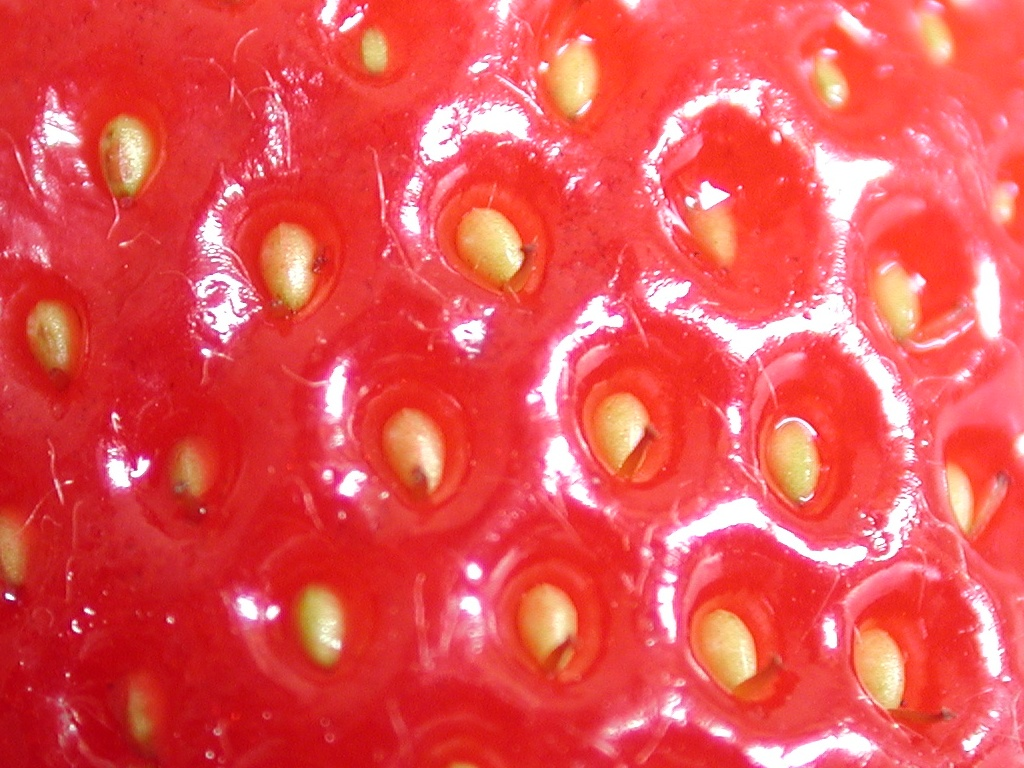
صورة مقربة لسطح الفراولة
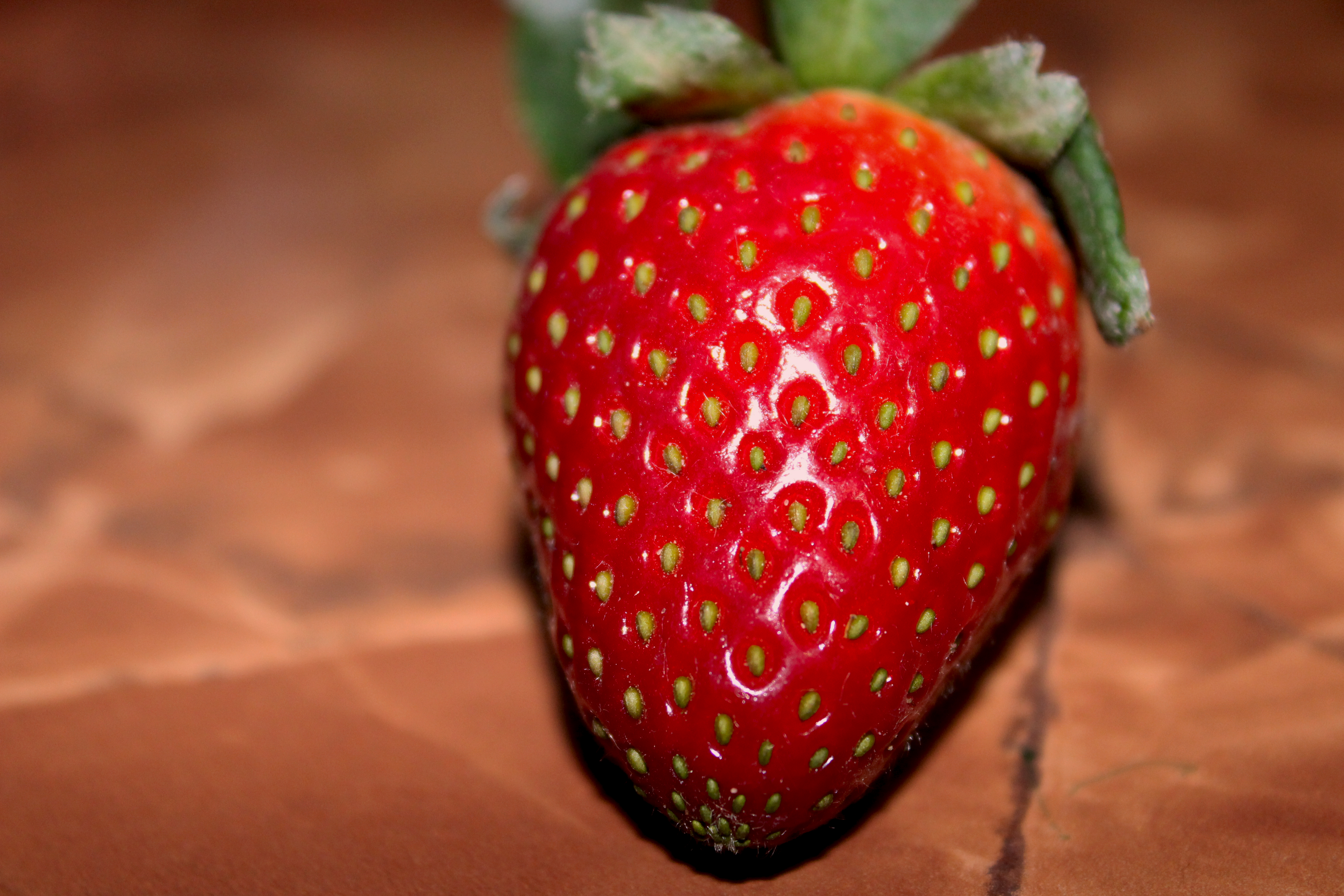
فراولة
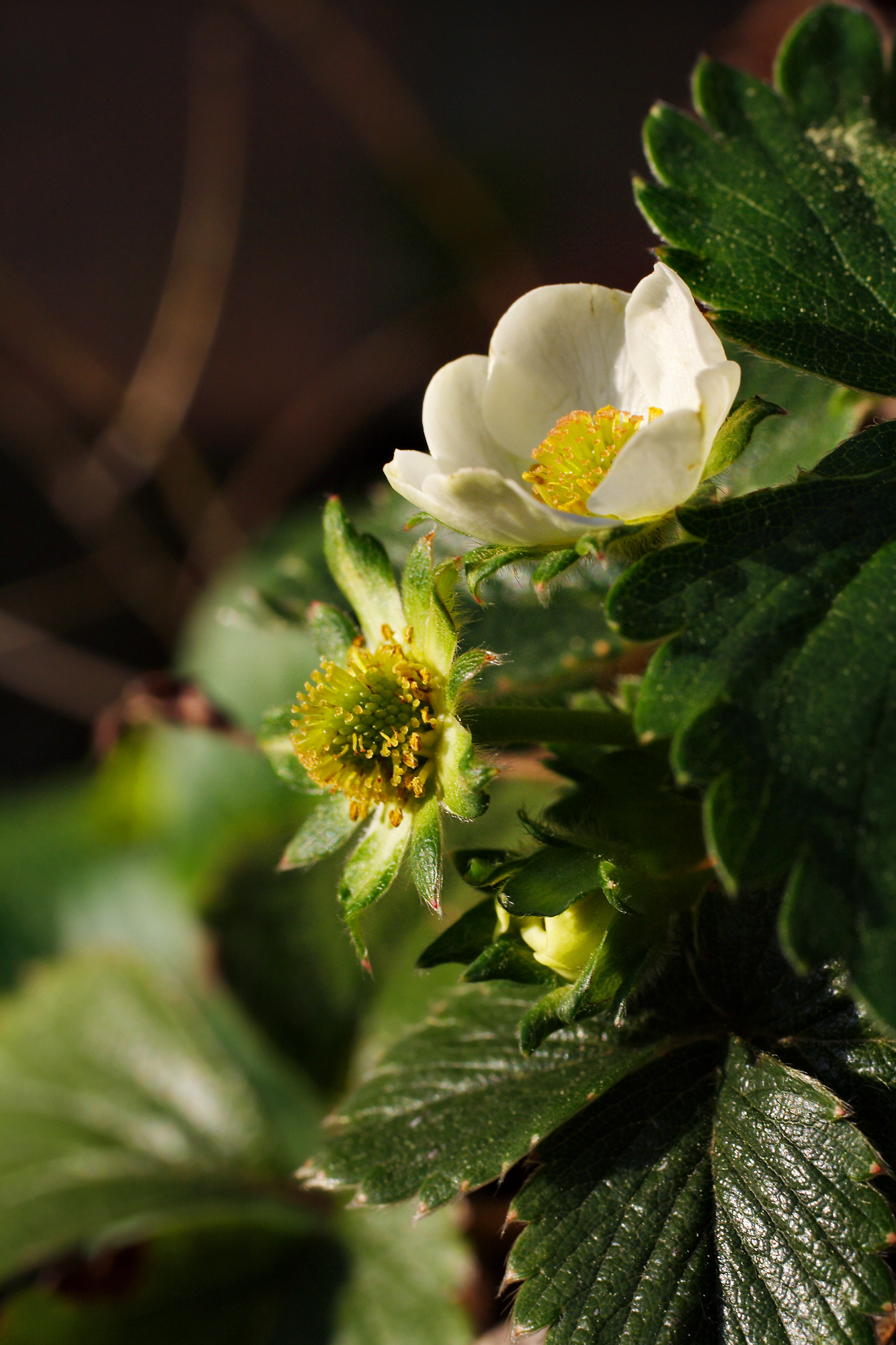
زهور الفراولة وفاكهة في طور النضج
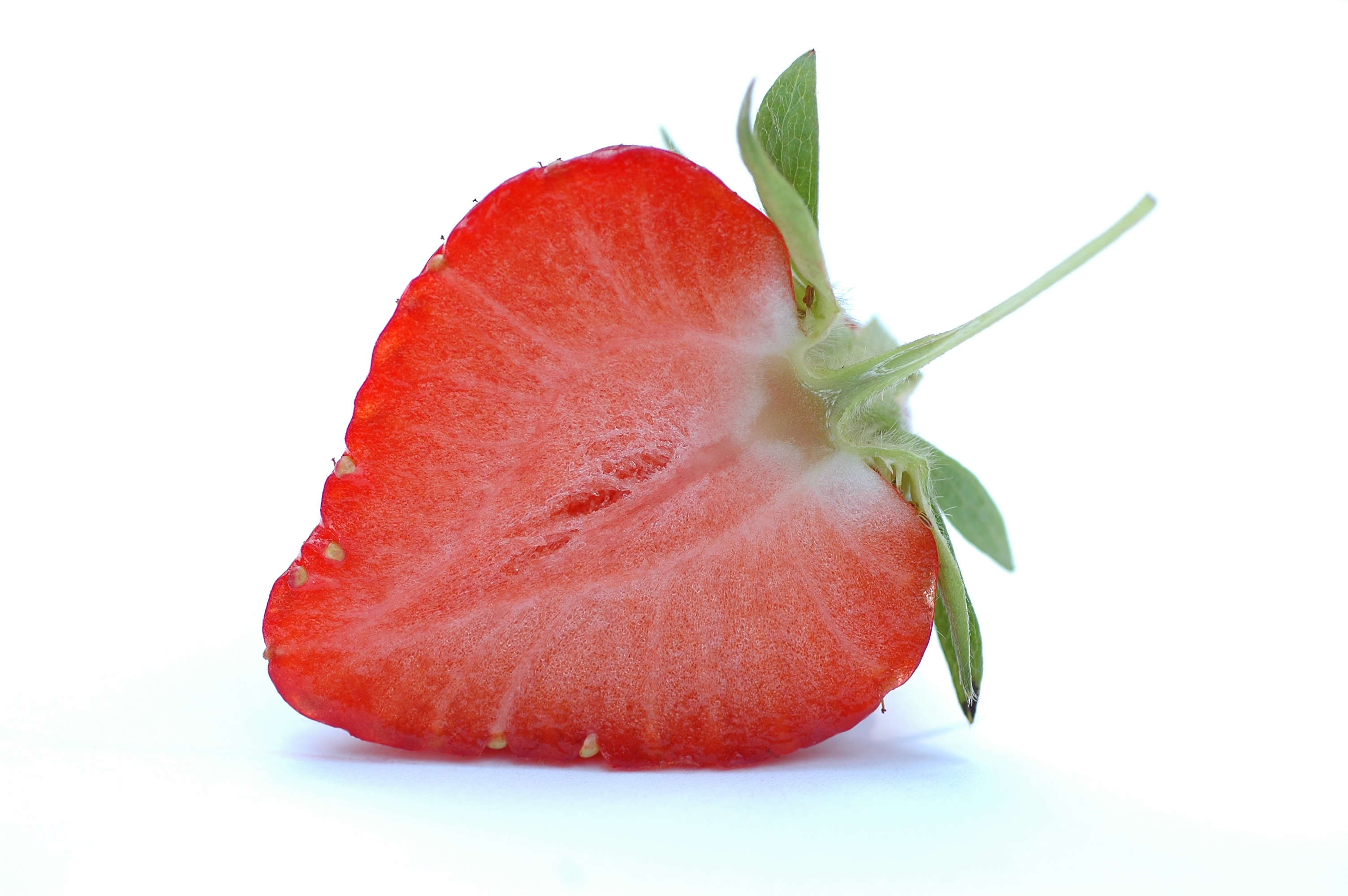
نصف فراولة ويظهر هنا الشكل الداخلي للفاكهة
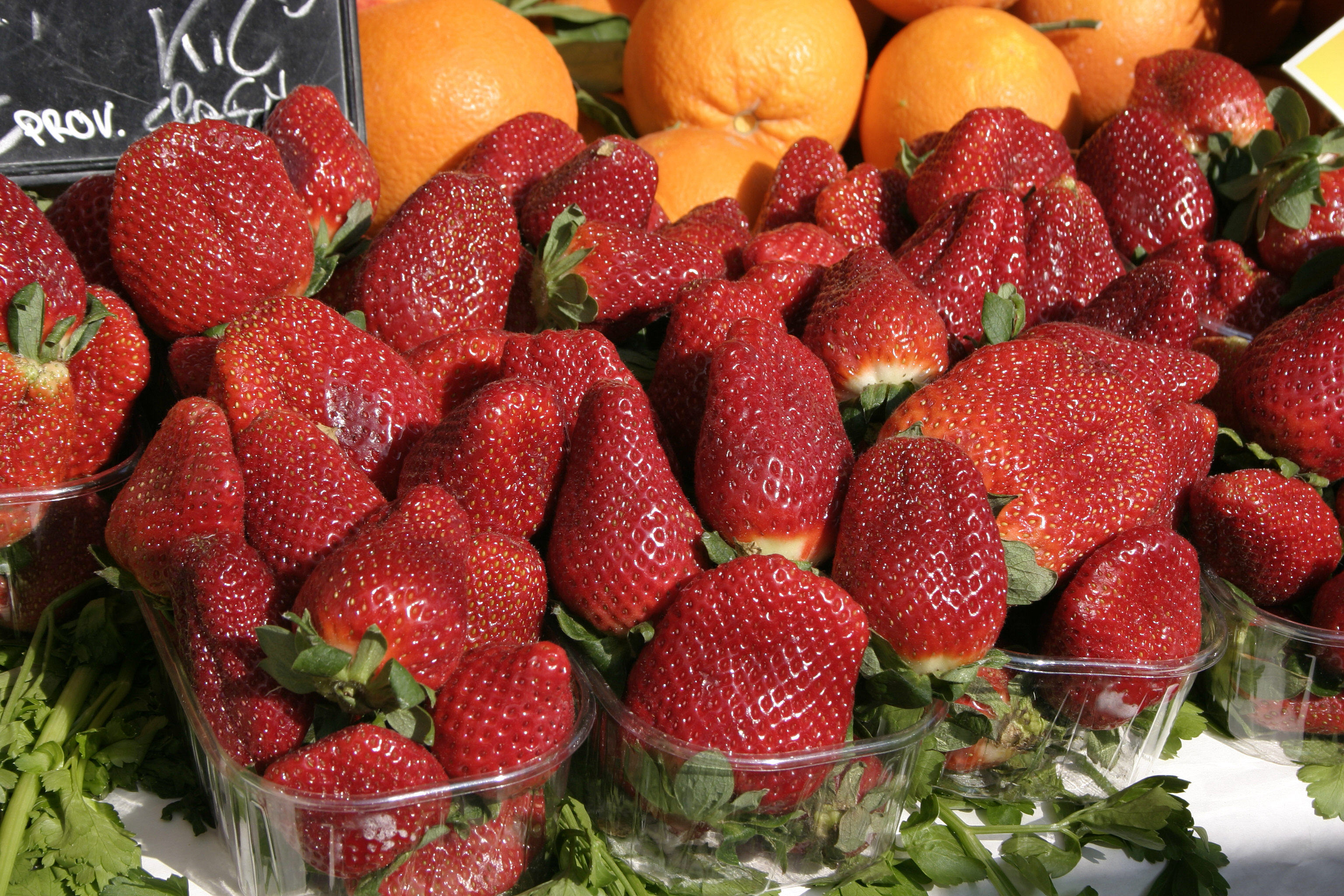
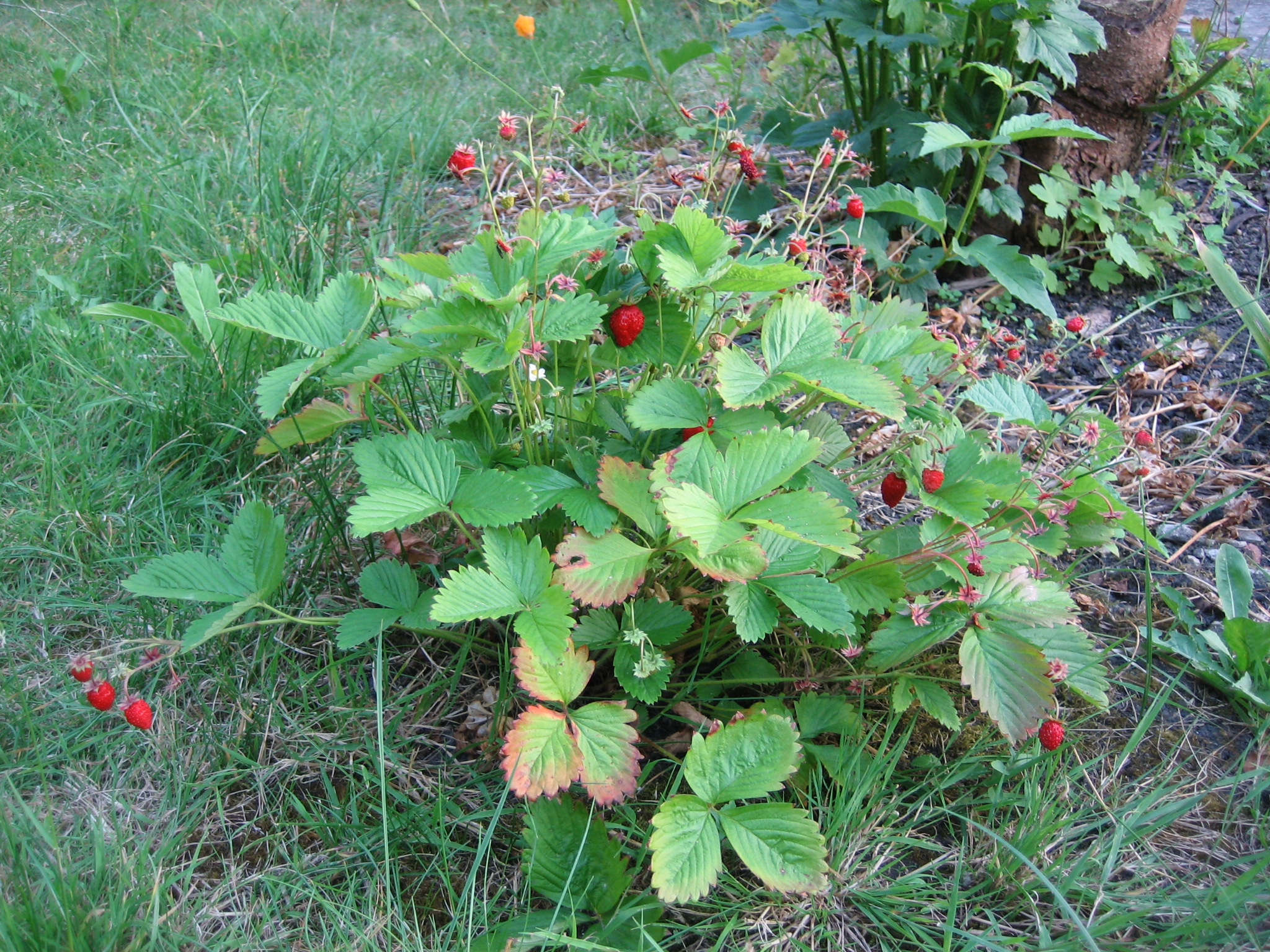
نبتة فراولة برية والتي تظهر الشكل المميز للفصيلة
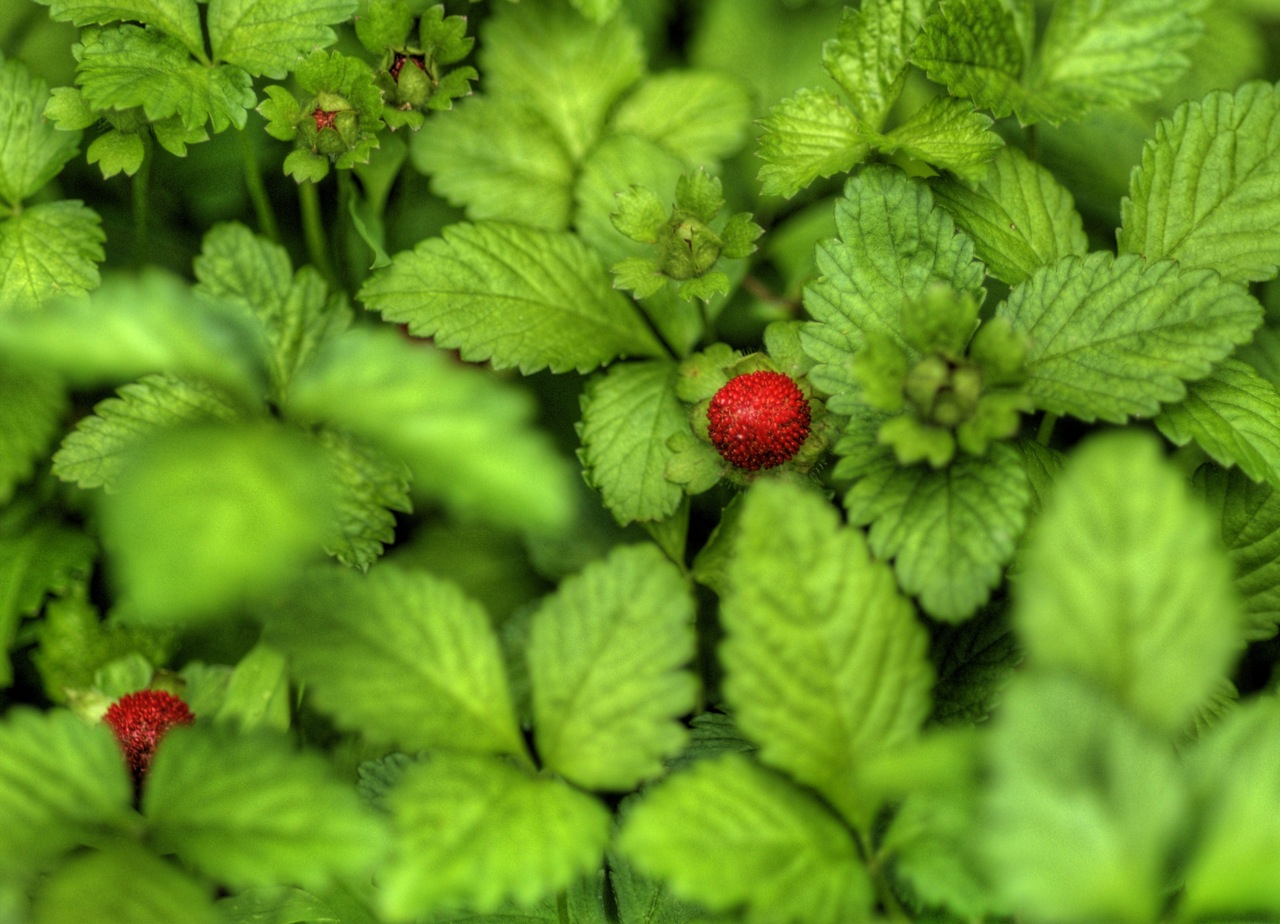
فراولة برية
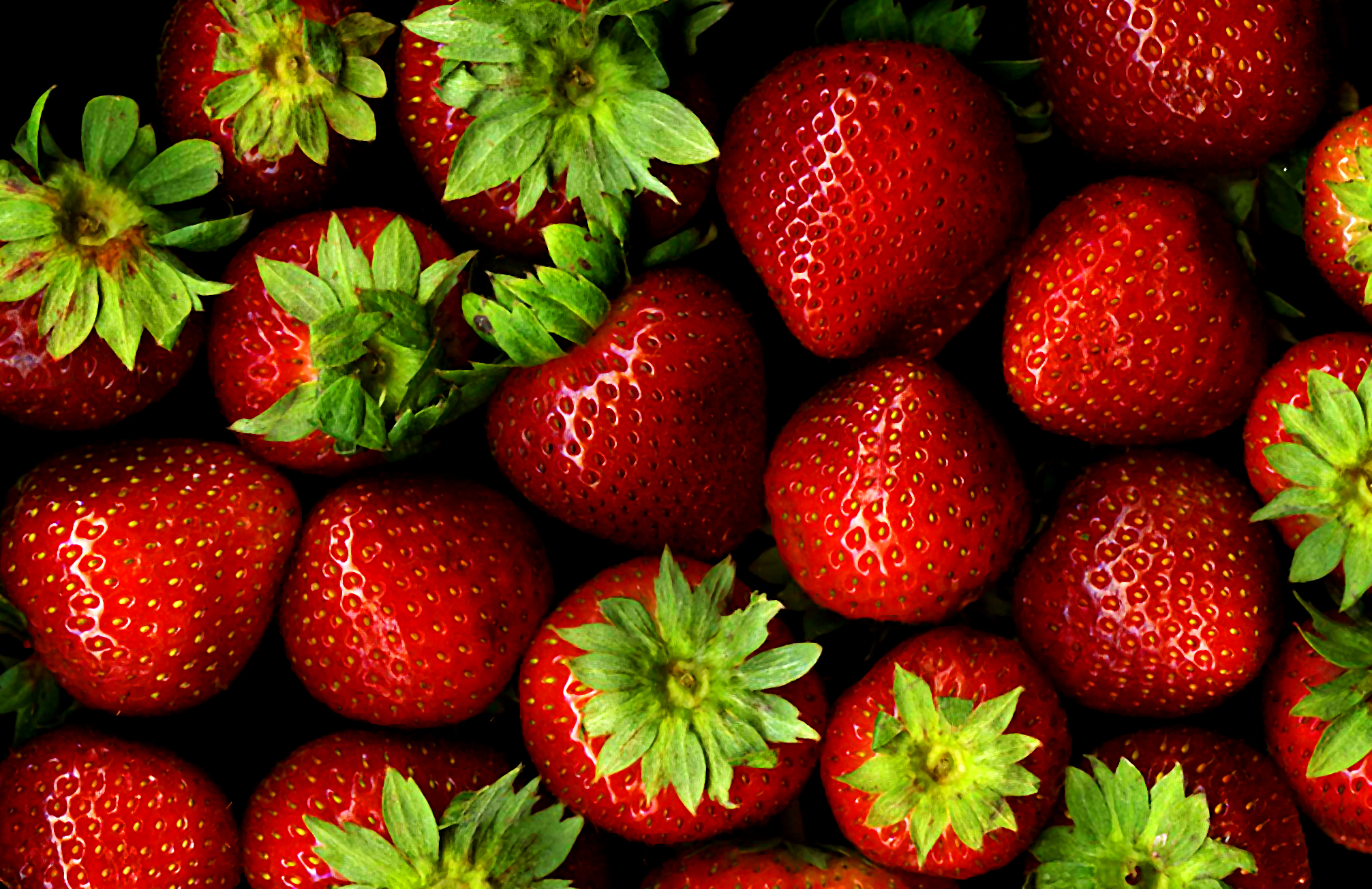
فراولة
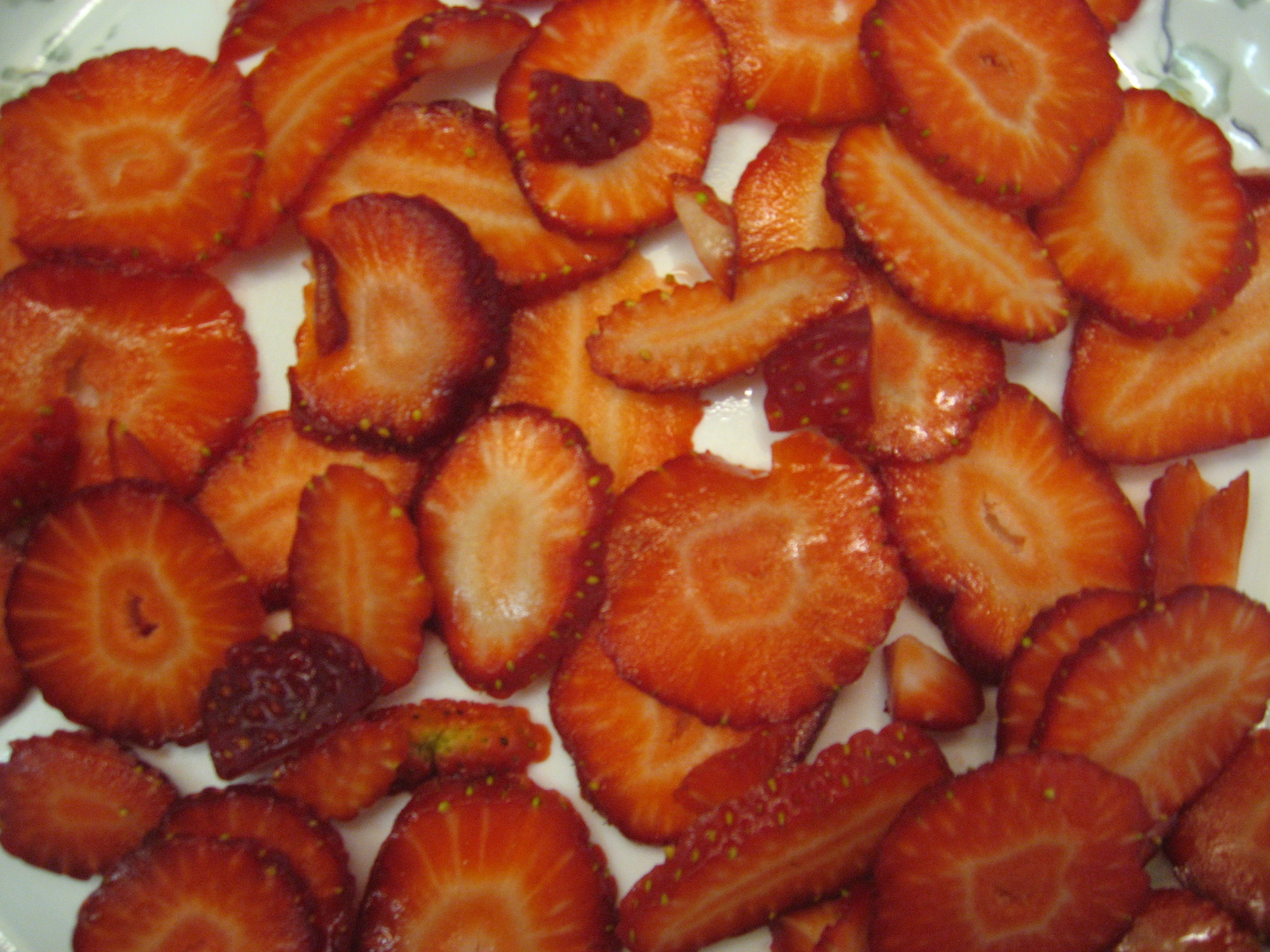
شرائح فراولة جاهزة للأكل
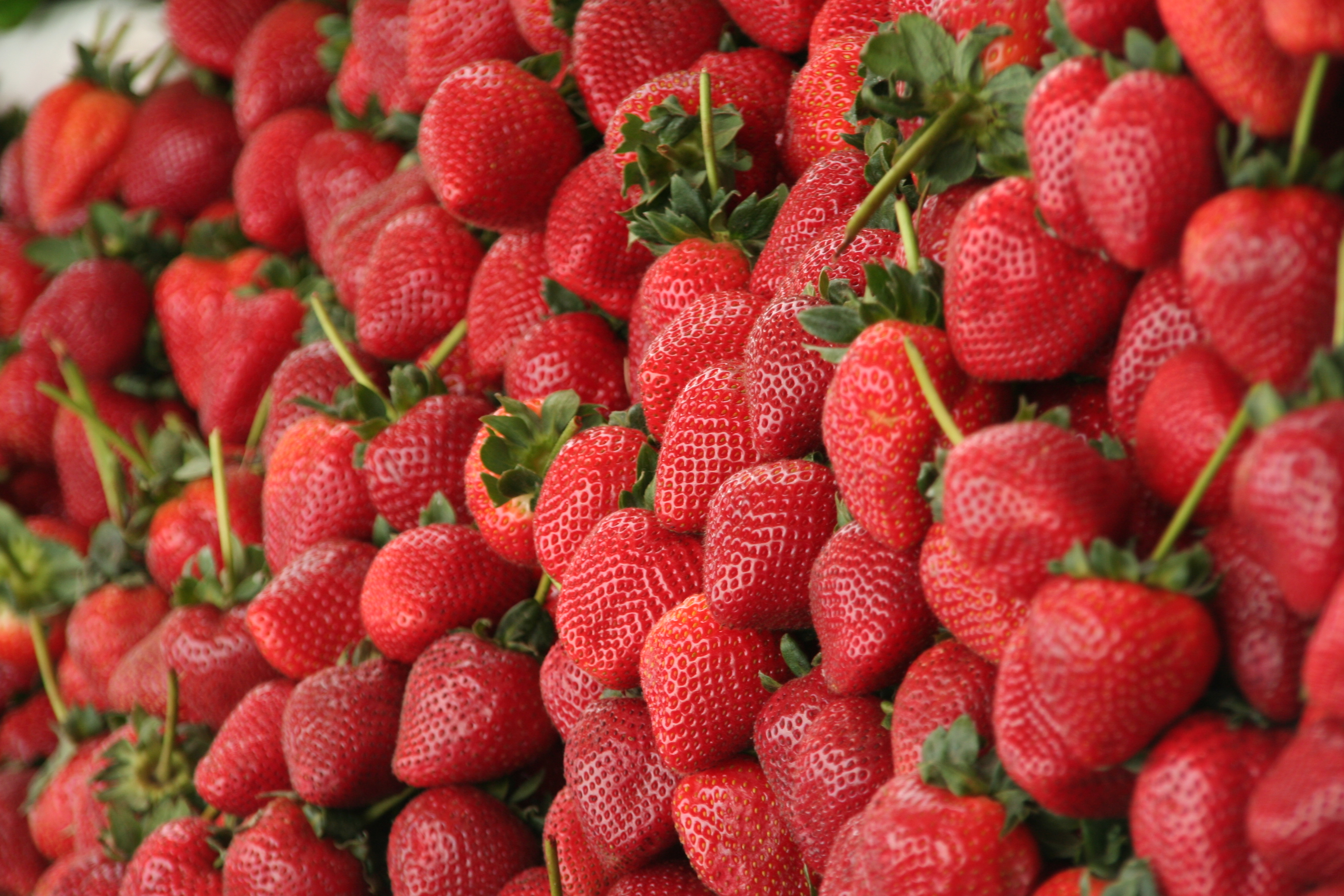
صورة فراولة مقربة
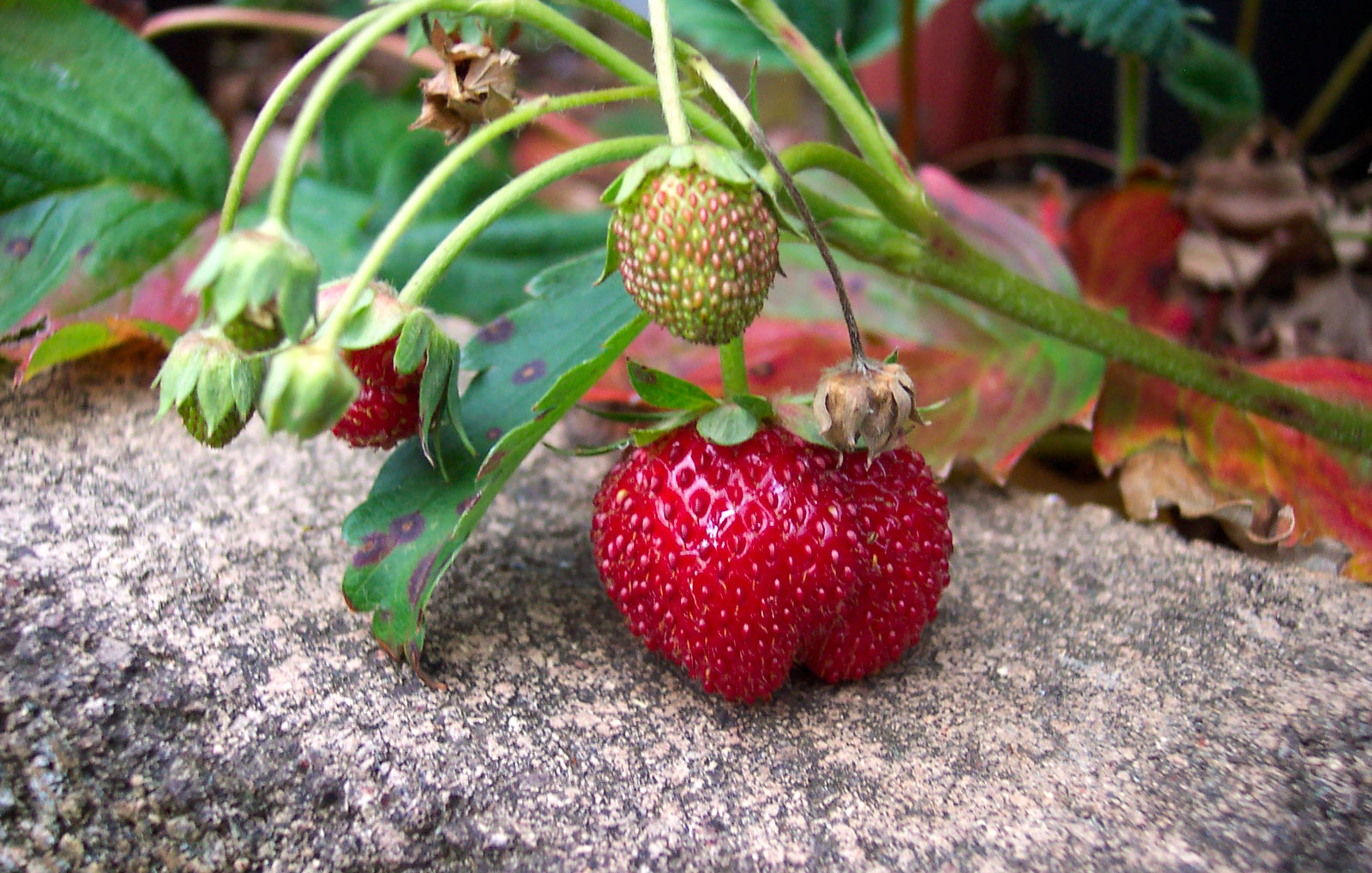
فراولة ناضجة وغير ناضجة
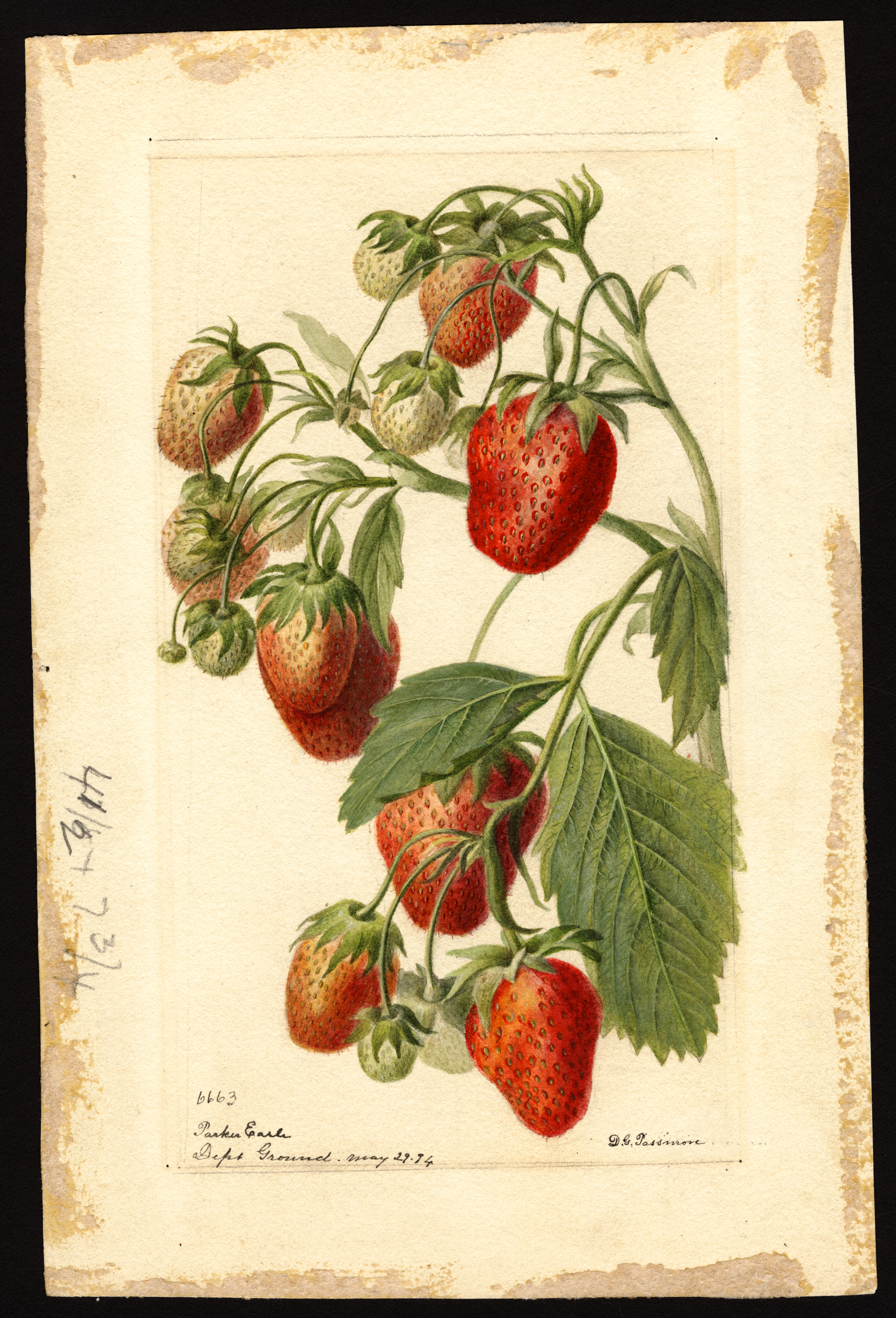
صورة مائية عام 1890 للفراولة (cultivar Parker Earle).
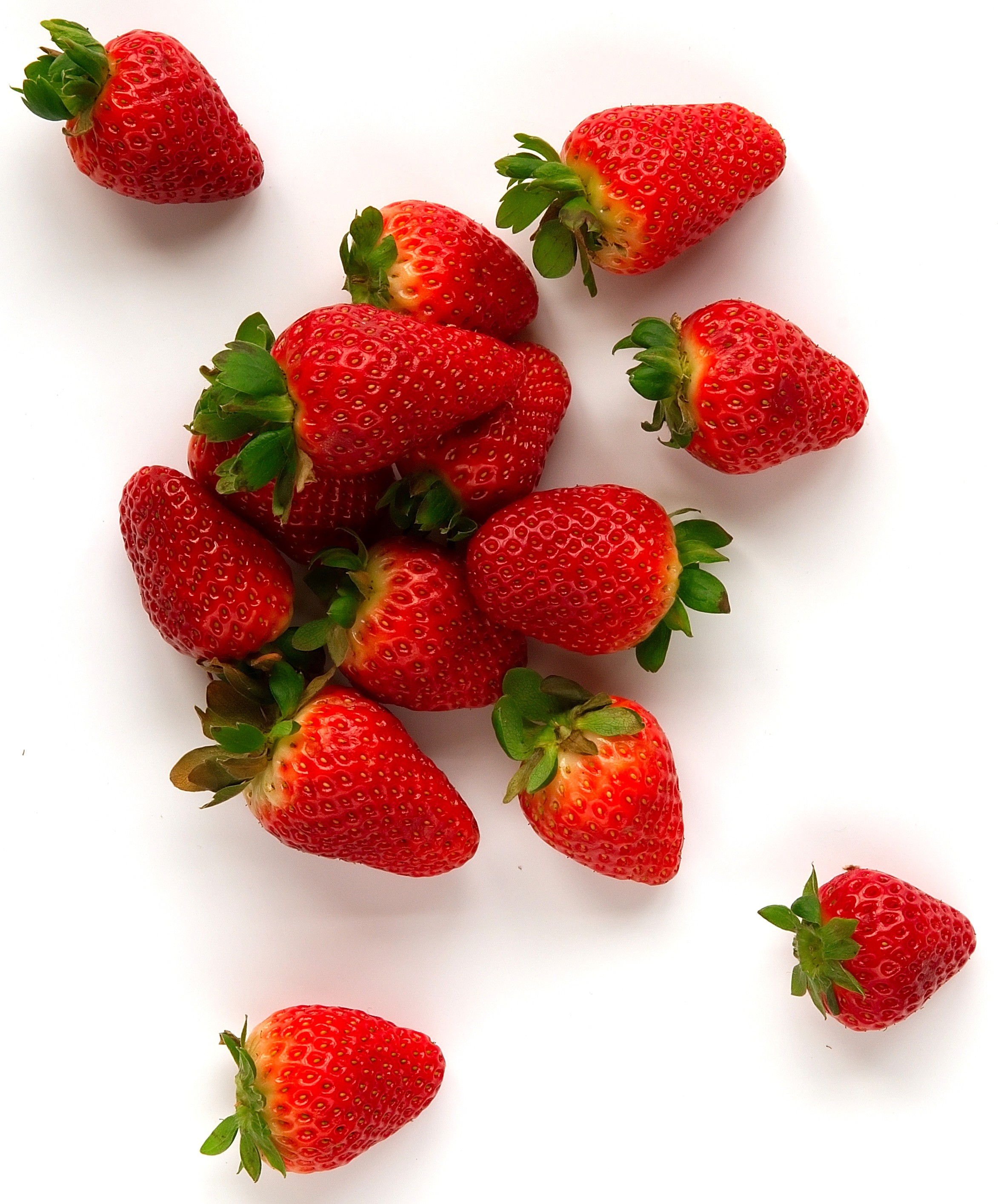
فراولة